# Regnbågselritsa
Regnbågselritsa (Notropis chrosomus) är en fiskart som först beskrevs av David Starr Jordan 1877. Det är en karpfisk i släktet Notropis, som ingår i underfamiljen Leuciscinae precis som till exempel mört och elritsa. Inga underarter finns listade i Catalogue of Life.
Arten förekommer i nordvästra Georgia, i Alabama och i sydöstra Tennessee i USA.